# Словцова, Екатерина Александровна
Екатерина Александровна Словцова (1838—1866) — русская писательница  (литературные псевдонимы «Камская», «М. Камская», «Девица камская», «Пермячка») и публицист, которую И. С. Аксаков называл «уважаемым философом пустынных камских берегов», а Ф. В. Ливанов (который был в ссылке в Перми) отзывался о ней как о «замечательной русской девушке» и «пермском самородке».

## Биография
Екатерина Словцова родилась в ноябре 1838 года в городе Перми в семье небогатого чиновника Пермской казенной палаты Александра Степановича (ум. 1879); рано лишилась матери. Отец её был постоянно занят службой, и она в своем воспитании была предоставлена исключительно самой себе за исключением того времени, когда училась в частном пансионе госпожи Штиккель. Её выдающиеся умственные способности и разносторонняя наблюдательность, стали заметны уже в детстве, она рано пристрастилась к книгам, среди которых ей попадались и учебники, и романы, и старые журналы. Постоянным чтением Словцова образовала себя и в пятнадцать лет уже была замечательно развитой и серьезной девушкой. Семнадцати лет от роду она писала свое первое произведение (повесть), но не решилась отдать его в печать и через год уничтожила.
В 1859 году она написала небольшой по размерам, но талантливый рассказ: «Любовь или дружба. Отрывок из воспоминаний моей знакомой», который и отдала в «Русский вестник» (1859 г., август). Выбор Словцовой именно этого журнала обусловливался тем, что в нём под беллетристическими произведениями чаще всего стояли женские имена, например: Евгения Тур, К. К. Павлова, Ю. В. Жадовская, княгиня Н. И. Шаликова и др. Рассказ Словцовой не остался незамеченным, но вместе с тем доставил ей немало неприятностей со стороны представителей невежественной части пермского общества, что вынудило её предаться затворническому образу жизни и навсегда поселило в ней тайную грусть и болезненное раздражение. «Из всех неправд», нередко говорила она, «существующих в свете, самая возмутительная состоит в посягательстве на независимость мысли и нравственных начал…».
Екатерина Александровна Словцова не переставала заниматься самосовершенствованием с неутомимой энергией изучая то одну, то другую науку; в то же время она внимательно следила и за журналистикой. Когда в 1860—1861 гг. журналы начали печатать у себя отрывки из книги Генри Томаса Бокля «История цивилизации в Англии» (англ. The History of Civilization in England), Словцова, заинтересованная этим писателем, принялась за изучение истории, и результатом её занятий явились неоконченные «Исторические письма». К этому же приблизительно времени относятся статьи «О славянофильстве в России», «Трактат о народности», «Права женщин». Кроме научных работ, Словцова написала две большие повести: «Любовь и право» и «Наташа Ринева».
Занявшись изучением истории женского вопроса, Словцова принялась для этой цели читать даже Тита Ливия, Тацита и других римских историков. Познакомившись случайно с публицистом Иваном Сергеевичем Аксаковым, Словцова вступила с ним в обширную переписку по поводу женского вопроса; Аксаков называл Словцову «уважаемым философом пустынных камских берегов». В период 1861—1865 гг. Аксаков поместил в своем журнале «День» несколько историко-философских статей Словцовой (без её подписи).
Наряду с научно-публицистической деятельностью Словцова не оставляла и беллетристики. В 1863 году в «Русском вестнике» была напечатана ее большая повесть «Моя судьба» (которая затем вышла и отдельным изданием), оставшаяся, при своих несомненных достоинствах, незамеченной публикой и критикой. Скопив некоторую сумму из гонораров за свои литературные труды, Словцова в 1865 году осуществила своё давнее желание — переехала в Санкт-Петербург, но в столицу она приехала уже заболев чахоткой, но все-таки с прежней энергией продолжала работать, учиться. Бессонные ночи над книгами и непосильный труд, а также разные огорчения и неизбежные разочарования совершенно подломили ее силы. По совету докторов Екатерина Александровна Словцова отправилась для лечения в город Ревель, где и скончалась 25 августа 1866 года на 28-м году жизни.
Значительное количество научных статей и беллетристических произведений Словцовой разбросано по различным периодическим изданиям и напечатано, по большей части, без её подписи (видимо из-за травли пережитой в юности), вследствие чего является крайне затруднительным восстановить её полную библиографию, тем более некоторые труды были изданы уже после её кончины. О том, насколько Словцова опередила своё время, говорит тот факт, что труд «О женщине в семье и обществе», написанный Словцовой в ещё в 1860 году и хранившийся у отца писательницы, был напечатан в журнале «Исторический вестник» лишь два десятилетия спустя после её смерти.
В родном городе Е. А. Словцовой в микрорайоне «Старая усадьба» её именем названа одна из улиц.